# Scapheremaeus parvulus
Scapheremaeus parvulus är en kvalsterart som först beskrevs av Banks 1909.  Scapheremaeus parvulus ingår i släktet Scapheremaeus och familjen Cymbaeremaeidae. Inga underarter finns listade i Catalogue of Life.